# Liste der Naturdenkmale in Marienrachdorf
Die Liste der Naturdenkmale in Marienrachdorf nennt die im Gemeindegebiet von Marienrachdorf ausgewiesenen Naturdenkmale (Stand 13. Juni 2024).

## Naturdenkmale
| Nr.         | Bezeichnung                              | Lage                        | Beschreibung  | Bild            |
| ----------- | ---------------------------------------- | --------------------------- | ------------- | --------------- |
| ND-7143-488 | Dreistämmige Stieleiche am alten Bahnhof | Am Bahnhof, bei Nr. 13 Lage | Quercus robur | Fotos hochladen |